# Mistrzostwa Europy Juniorów w Saneczkarstwie 1977
23. Mistrzostwa Europy juniorów w saneczkarstwie 1977 odbyły się 10 lutego w Igls, w Austrii. Rozegrane zostały trzy konkurencje: jedynki kobiet, jedynki mężczyzn oraz dwójki mężczyzn. W klasyfikacji medalowej najlepsi byli reprezentanci Niemiec Zachodnich.

## Terminarz
| Data           | Miejscowość | Konkurencja      | Złoto                               | Srebro                        | Brąz                                 |
| -------------- | ----------- | ---------------- | ----------------------------------- | ----------------------------- | ------------------------------------ |
| 10 lutego 1977 | Igls        | Jedynki kobiet   | Andrea Fendt                        | Elke Djan                     | Ilona Brand                          |
| 10 lutego 1977 | Igls        | Jedynki mężczyzn | Johannes Schettel                   | Bernd Beutel                  | Gerhard Böhmer                       |
| 10 lutego 1977 | Igls        | Dwójki mężczyzn  | Hans Stanggassinger Franz Wembacher | Johannes Schettel Jürgen Pilz | Bernd Oberhoffner Jörg-Dieter Ludwig |

## Wyniki

### Jedynki kobiet
- Data / Początek: Czwartek 10 lutego 1977

| Medal | Zawodniczka           | Narodowość     |
| ----- | --------------------- | -------------- |
|       | Andrea Fendt          | RFN            |
|       | Elke Djan             | RFN            |
|       | Ilona Brand           | NRD            |
| 4.    | Petra Zillich         | RFN            |
| 5.    | Sylvia Schuchardt     | NRD            |
| 6.    | Marie-Louise Rainer   | Włochy         |
| 7.    | Natalija Mitkiewicz   | ZSRR           |
| 8.    | Bettina Schmidt       | NRD            |
| 9.    | Gerda Stroppa         | Austria        |
| 10.   | Ingrida Amantowa      | ZSRR           |
| 11.   | Jana Vickova          | Czechosłowacja |
| 12.   | Ilse Mayregger        | Austria        |
| 13.   | Květa Vošvrdová       | Czechosłowacja |
| 14.   | Helga Hirzegger       | Austria        |
| 15.   | Eleonora Czeremisina  | ZSRR           |
| 16.   | Angelika Auckenthaler | Włochy         |
| 17.   | Ingrid Andersson      | Szwecja        |
| 18.   | Annelie Näsström      | Szwecja        |

### Jedynki mężczyzn
- Data / Początek: Czwartek 10 lutego 1977

| Medal | Zawodnik              | Narodowość        |
| ----- | --------------------- | ----------------- |
|       | Johannes Schettel     | RFN               |
|       | Bernd Beutel          | RFN               |
|       | Gerhard Böhmer        | RFN               |
| 4.    | Hans Stanggassinger   | RFN               |
| 5.    | Hans-Jörg Raffl       | Włochy            |
| 6.    | Michael Walter        | NRD               |
| 7.    | Uwe Hendrich          | NRD               |
| 8.    | Helmut Brunner        | Włochy            |
| 9.    | Rainer Kreil          | NRD               |
| 10.   | Wiaczesław Szugurow   | ZSRR              |
| 11.   | Horst Mayregger       | Austria           |
| 12.   | Edgar Rohner          | Austria           |
| 13.   | Thomas Rührold        | NRD               |
| 14.   | Peter Kitzberger      | Czechosłowacja    |
| 15.   | Peteris Tzimanis      | ZSRR              |
| 16.   | Oleg Kruglyl          | ZSRR              |
| 17.   | Josef Wehinger        | Austria           |
| 18.   | Jiri Frydrych         | Czechosłowacja    |
| 19.   | Hans Carlsson         | Szwecja           |
| 20.   | Wolfgang Schädler     | Liechtenstein     |
| 21.   | Werner Zebisch        | Austria           |
| 22.   | Alfred Silginer       | Włochy            |
| 23.   | Peter Stefanik        | Czechosłowacja    |
| 24.   | Trond Enkerud         | Norwegia          |
| 25.   | Rainer Gassner        | Liechtenstein     |
| 26.   | Per Ove Vedin         | Szwecja           |
| 27.   | Peter Hill            | Szwecja           |
| 28.   | Miroslav Zajonc       | Stany Zjednoczone |
| 29.   | Josef Beck            | Liechtenstein     |
| 30.   | Anders Fladvad        | Szwecja           |
| 31.   | Georg Arpafaus        | Liechtenstein     |
| 32.   | Erik Rudi Larsen      | Norwegia          |
| 33.   | Siergiej Awdoszkin    | ZSRR              |
| 34.   | Svein Romstad         | Norwegia          |
| 35.   | Albino Donzel         | Włochy            |
| 36.   | Jean-Francois Pesenti | Francja           |
| 37.   | Jacky Bardon          | Francja           |
| 38.   | Etienne Denarie       | Francja           |

### Dwójki mężczyzn
- Data / Początek: Czwartek 10 lutego 1977

| Medal | Zawodnik                                | Narodowość     |
| ----- | --------------------------------------- | -------------- |
|       | Hans Stangassinger Franz Wembacher      | RFN            |
|       | Johannes Schettel Jürgen Pilz           | RFN            |
|       | Bernd Oberhoffner Jörg-Dieter Ludwig    | NRD            |
| 4.    | Hans Carlsson Peter Hill                | Szwecja        |
| 5.    | Volker Sotzmann Volker Dietrich         | NRD            |
| 6.    | Werner Zebisch Werner Mayregger         | Austria        |
| 7.    | Horst Mayregger Otto Mayregger          | Austria        |
| 8.    | Hans-Jörg Raffl Alfred Silginer         | Włochy         |
| 9.    | Wiaczesław Szugurow Władimir Tereszenko | ZSRR           |
| 10.   | Oldrich Strnad Jiri Frydrych            | Czechosłowacja |
| 11.   | Peter Stefanik Peter Kitzberger         | Czechosłowacja |
| 12.   | Anders Fladvad Per Ove Vedin            | Szwecja        |
| 13.   | Siergiej Awdoszkin Szliapnikow          | ZSRR           |
| 14.   | Trond Enkerud Erik Rudi Larsen          | Norwegia       |
| 15.   | Wolfgang Schädler Rainer Gassner        | Liechtenstein  |

## Klasyfikacja medalowa
| Miejsce | Państwo |   |   |   | Razem |
| ------- | ------- | - | - | - | ----- |
| 1.      | RFN     | 3 | 3 | 1 | 7     |
| 2.      | NRD     | 0 | 0 | 2 | 2     |